# Fonds-Saint-Denis
Fonds-Saint-Denis är en ort och kommun i Martinique. Den ligger i den nordvästra delen av Martinique, 16 km norr om huvudstaden Fort-de-France.